# Emmanuelle Derly
Emmanuelle Derly (née le 30 avril 1970) est une joueuse de tennis française, professionnelle dans la seconde moitié des années 1980 et jusqu'en 1991. 
Junior, elle a remporté le tournoi des Petits As en 1984, en battant en finale sa compatriote Alexia Dechaume.
Au cours de sa carrière, elle a notamment remporté un titre WTA en double.

## Palmarès

### Titre en double dames
| No | Date       | Nom et lieu du tournoi | Catégorie | Dotation | Surface      | Partenaire      | Finalistes                     | Score    |          |
| -- | ---------- | ---------------------- | --------- | -------- | ------------ | --------------- | ------------------------------ | -------- | -------- |
| 1  | 19-09-1988 | Clarins Open Paris     | Tier V    | 50 000 $ | Terre (ext.) | Alexia Dechaume | Louise Field Nathalie Herreman | 6-0, 6-2 | Parcours |

### Finale en double dames
| No | Date       | Nom et lieu du tournoi   | Catégorie | Dotation | Surface      | Vainqueures                | Partenaire    | Score    |          |
| -- | ---------- | ------------------------ | --------- | -------- | ------------ | -------------------------- | ------------- | -------- | -------- |
| 1  | 01-05-1989 | Coppa Mantegazza Tarente | Tier V    | 50 000 $ | Terre (ext.) | Sabrina Goleš Mercedes Paz | Sophie Amiach | 6-2, 6-2 | Parcours |

## Parcours en Grand Chelem

### En simple dames
| Année | Open d'Australie (janvier) | Open d'Australie (janvier) | Internationaux de France | Internationaux de France | Wimbledon | Wimbledon | US Open        | US Open         | Open d'Australie (décembre) | Open d'Australie (décembre) |
| ----- | -------------------------- | -------------------------- | ------------------------ | ------------------------ | --------- | --------- | -------------- | --------------- | --------------------------- | --------------------------- |
| 1985  | n/a                        | n/a                        | 2e tour (1/32)           | Terry Phelps             | -         | -         | -              | -               | -                           | -                           |
| 1986  | n/a                        | n/a                        | 1er tour (1/64)          | Niurka Sodupe            | -         | -         | -              | -               | n/a                         | n/a                         |
| 1987  | -                          | -                          | 1er tour (1/64)          | Sybille Niox             | -         | -         | 2e tour (1/32) | Raffaella Reggi | n/a                         | n/a                         |
| 1988  | 1er tour (1/64)            | Louise Field               | 2e tour (1/32)           | Nicole Provis            | -         | -         | -              | -               | n/a                         | n/a                         |
| 1989  | 2e tour (1/32)             | Judith Wiesner             | 1er tour (1/64)          | Sara Gomer               | -         | -         | -              | -               | n/a                         | n/a                         |

À droite du résultat, l’ultime adversaire.

### En double dames
| Année | Open d'Australie (janvier)   | Open d'Australie (janvier) | Internationaux de France    | Internationaux de France  | Wimbledon                   | Wimbledon                 | US Open                     | US Open                 | Open d'Australie (décembre) | Open d'Australie (décembre) |
| ----- | ---------------------------- | -------------------------- | --------------------------- | ------------------------- | --------------------------- | ------------------------- | --------------------------- | ----------------------- | --------------------------- | --------------------------- |
| 1985  | n/a                          | n/a                        | 1er tour (1/32) C. Calmette | C. Suire Virginia Wade    | -                           | -                         | -                           | -                       | -                           | -                           |
| 1986  | n/a                          | n/a                        | 1er tour (1/32) C. Calmette | I. Demongeot N. Tauziat   | -                           | -                         | -                           | -                       | n/a                         | n/a                         |
| 1987  | -                            | -                          | 2e tour (1/16) Maïder Laval | L. Antonoplis C. Monteiro | -                           | -                         | -                           | -                       | n/a                         | n/a                         |
| 1988  | 1er tour (1/32) Maïder Laval | Chris Evert W. Turnbull    | 1er tour (1/32) A. Dechaume | Jenny Byrne J. Thompson   | 3e tour (1/8) A. Dechaume   | M. Lindström C. Porwik    | 1er tour (1/32) A. Dechaume | Penny Barg Elise Burgin | n/a                         | n/a                         |
| 1989  | 3e tour (1/8) A. Dechaume    | Jo Durie MJ Fernández      | 1er tour (1/32) A. Dechaume | Terry Phelps R. Reggi     | 1er tour (1/32) A. Dechaume | Louise Allen Van Nostrand | -                           | -                       | n/a                         | n/a                         |
| 1990  | -                            | -                          | 2e tour (1/16) A. Dechaume  | M. Bollegraf R. Reggi     | -                           | -                         | -                           | -                       | n/a                         | n/a                         |

Sous le résultat, la partenaire ; à droite, l’ultime équipe adverse.

### En double mixte
| Année | Open d'Australie | Open d'Australie | Internationaux de France    | Internationaux de France    | Wimbledon | Wimbledon | US Open | US Open |
| ----- | ---------------- | ---------------- | --------------------------- | --------------------------- | --------- | --------- | ------- | ------- |
| 1986  | n/a              | n/a              | 1er tour (1/32) John Feaver | Hetherington David Graham   | -         | -         | -       | -       |
| 1987  | -                | -                | 2e tour (1/16) A. Boetsch   | P. Tarabini Gustavo Luza    | -         | -         | -       | -       |
| 1988  | -                | -                | 1er tour (1/32) A. Boetsch  | Penny Barg Eric Korita      | -         | -         | -       | -       |
| 1989  | -                | -                | 1er tour (1/32) G. Raoux    | I. Kuczyńska B. Dickinson   | -         | -         | -       | -       |
| 1990  | -                | -                | 1er tour (1/32) R. Gilbert  | P. Etchemendy Jérôme Potier | -         | -         | -       | -       |

Sous le résultat, le partenaire ; à droite, l’ultime équipe adverse.

## Classements WTA en fin de saison

### En simple
| Année | 1985 | 1986 | 1987 | 1988 | 1989 | 1990 | 1991 |
| Rang  | 197  | 220  | 133  | 155  | 217  | 456  | 533  |

Source : (en) « Classements de Emmanuelle Derly », sur le site officiel du WTA Tour

### En double
| Année | 1986 | 1987 | 1988 | 1989 | 1990 |
| Rang  | 275  | 140  | 86   | 81   | 250  |

Source : (en) « Classements de Emmanuelle Derly », sur le site officiel du WTA Tour